# Into the Blue (película)
Into the Blue (titulada para su distribución en español como Inmersión letal & En El Azul en España y Azul extremo en Argentina y México) es una película de acción y suspenso estadounidense de 2005 protagonizada por Paul Walker y Jessica Alba con Scott Caan, Ashley Scott, Josh Brolin y James Frain en papeles secundarios. La película fue dirigida por John Stockwell y codistribuida por Metro-Goldwyn-Mayer (MGM) y Columbia Pictures.

## Argumento
Un hidroavión que volaba en una noche de tormenta falla y se estrella en el mar frente a la costa de las Bahamas.
Jared y Sam son amantes que viven una vida rústica en una casa rodante, junto a la playa en Las Bahamas. Sam trabaja como guía en el parque temático acuático local, mientras que Jared realiza varios trabajos ocasionales en su campo de pasión, el buceo. Su verdadero sueño es encontrar uno de los muchos barcos mercantes y piratas llenos de tesoros perdidos en las aguas que rodean las Bahamas. Derek Bates tiene sueños similares y un barco mejor, pero Jared rechaza repetidas ofertas para trabajar para él.
El amigo de la infancia de Jared, Bryce, y su novia, Amanda (a quien conoció la noche anterior), vienen de visita. Bryce, un abogado de la ciudad de Nueva York, adquirió el uso de una casa de vacaciones de lujo de un cliente al que defendió. Mientras practica esnórquel, Jared encuentra artefactos en el fondo del mar que parecen provenir de un naufragio. Los cuatro investigan y encuentran varias otras piezas que resultan ser los restos del legendario barco pirata francés Zephyr. También descubren el avión estrellado y su cargamento de cocaína; Bryce y Amanda quieren recuperarlo, pero Jared se niega y dispersa el ladrillo que recuperaron en el océano.
Al necesitar dinero para comprar el equipo necesario para rescatar el tesoro, Bryce y Amanda se sumergen en el avión y luego intentan vender algunos panes de cocaína recuperada al propietario del club nocturno local, Primo. Primo resulta ser un socio del narcotraficante Reyes, a quien pertenecía la cocaína en primer lugar.
Jared, Bryce y Amanda son amenazados por Reyes, quien exige que recuperen su cocaína o enfrentarán consecuencias mortales. Cuando el trío le informa a Sam, ella reprende a Jared por violar sus principios al ayudar a un narcotraficante. Él intenta explicarle la situación, pero ella lo deja diciendo que «ellos» se acabaron. Después del anochecer, Jared, Bryce y Amanda se sumergen en los restos del avión para rescatar la cocaína y más artefactos. Mientras trasladan los paquetes de cocaína del avión al barco, Amanda es atacada y mordida en la pierna por un tiburón tigre. Dejan la cocaína en el lugar de buceo para llevarla rápidamente al hospital, donde muere. Al enterarse de la tragedia, Sam se reúne con Jared, lamentando la pérdida de Amanda.
Sam insiste en acudir a la policía y va a la casa de uno de sus amigos cercanos y de Jared, un policía local llamado Roy. Roy se la entrega a Derek Bates, sabiendo que él era el socio de Reyes en el negocio de la cocaína. Primo capturó a Jared y lo llevó a bordo del barco de Reyes, donde descubren que Bates mató a Reyes y a toda su tripulación, y finalmente mató también a Primo y Roy (cuando intenta defender a Sam). Jared logra escapar después de enterarse de que Bates mató a Reyes y se entera de la captura de Sam cuando él y Bryce intentan contactarla.
Luego, Jared y Bryce se proponen rescatar a Sam del barco de Bates, que ahora se acerca al avión de cocaína. Sam está esposada y amordazada mientras Jared también está atado. A medida que se acercan al avión de cocaína, Jared se sumerge en el agua y escapa de sus ataduras, con la esperanza de atraer a Bates y sus hombres al agua también. Con la ayuda de Bryce, que logró esconderse en el avión, Jared logra matar a los buzos de Bates en el avión con la ayuda involuntaria de tiburones, mientras que su amigo Danny ayuda a Sam a despachar a los hombres en el barco de Bates después de que ella logra escapar de sus ataduras. Abajo, Jared y Bates son los únicos que quedan. Después de llevar a Bryce a un lugar seguro, Jared se enfrenta a Bates en el avión y finalmente usa un tanque de aire como misil tras golpear la válvula. Bates lo esquiva, pero golpea el tanque de combustible en la parte trasera del avión, provocando una gran explosión que mata a Bates. Sam salta al agua y rescata a Jared, quien logra escapar.
Seis semanas después, el trío está rescatando el Zephyr en el nuevo barco de Jared. Al intentar sacar un viejo cañón a la superficie, la cuerda se rompe y el cañón se hunde rompiendo una parte del barco. Jared está listo para terminar la noche sabiendo que Sam es más importante para él que el tesoro, pero Bryce, que no está dispuesto a darse por vencido, se lanza nuevamente y grita que ha encontrado oro, para gran entusiasmo de sus amigos.

## Reparto
- Paul Walker como Jared.
- Jessica Alba como Sam.
- Scott Caan como Bryce.
- Ashley Scott como Amanda.
- Josh Brolin como Bates.
- James Frain como Reyes.
- Tyson Beckford como Primo.
- Dwayne Adway como Roy.
- Javon Frazer como Danny.

## Producción

### Rodaje
La sección de características especiales del DVD narra cuánto de la película se filmó como tomas de acción real en el mar frente a las Bahamas, con tiburones salvajes vivos. Muestra a los equipos de filmación usando cota de malla como protección, mientras que los miembros del elenco actúan en el agua sin protección. El rodaje fue posible gracias al desarrollo del turismo de tiburones en las Bahamas. Los tiburones están acostumbrados a ser alimentados con las manos y generalmente no atacan a los humanos, pero como resultado, agarran cualquier objeto que «golpee» el agua como alimento potencial. En una de las primeras escenas, Paul Walker tiene que agarrar dos aletas y una máscara de buceo que le arrojó Jessica Alba. Durante el rodaje, se le perdió la máscara. Nunca se volvió a ver después de caer al agua y el DVD sugiere que fue capturado por un tiburón.
En una entrevista con Sean Evans el 1 de octubre de 2020 (en el 15.º aniversario de la película) para su programa Hot Ones, Jessica Alba explicó cómo la producción había atrapado un tiburón tigre, al que luego enjaularon. El director John Stockwell quería que ella y otro actor estuvieran en el agua con el tiburón tigre. Alba se negó a meterse en el agua, alegando que le preocupaba nadar con un tiburón tigre salvaje.
Durante el rodaje, el elenco y el equipo fueron invitados a fiestas en la residencia en Bahamas del ejecutivo de moda Peter Nygård. Alba dijo en una gira de prensa que las fiestas fueron «asquerosas» e involucraron a niñas de aproximadamente 14 años desnudándose en jacuzzis. Nygård demandó a un periódico finlandés, Iltalehti, que informó sobre los relatos de las fiestas por parte del elenco y el equipo durante los cuatro meses de rodaje. Stockwell dijo que la casa se convirtió en el lugar de las fiestas de la producción, pero que «sucedieron cosas extrañas» cuando llegaron las mujeres locales. Alba dijo que las fiestas del fin de semana empezaban con deportes y masajes, pero las jóvenes que asistían a las fiestas del domingo tenían sexo en jacuzzis delante de todo el mundo. Alba abandonó el lugar porque no soportaba estar allí. Scott llegaba temprano a las fiestas y se marchaba cuando llegaban las mujeres locales. Walker dijo que las fiestas eran extrañas, pero comparó la ubicación con Disneyland y dijo que pasó mucho tiempo allí. Nygård fue arrestado en 2020 acusado de tráfico sexual, incluso de menores.

## Lanzamiento

### Taquillas
Into the Blue fue un fracaso de taquilla. Producida con un presupuesto de 50 millones de dólares, la película recaudó sólo 18,8 millones de dólares en Norteamérica y 26,3 millones de dólares a nivel internacional para un total de 46,1 millones de dólares en todo el mundo. La película fue distribuida por Sony Pictures Releasing en Estados Unidos y por 20th Century Fox a nivel internacional.

### Respuesta crítica
Rotten Tomatoes lo enumera con una calificación de 21% según 125 reseñas. El consenso del sitio es: «Incluso las infinitas tomas de chicas bronceadas en la playa y tipos musculosos no pueden evitar que la trama de esta empapada película de buceo se ahogue». Metacritic enumera una calificación de 45 sobre 100 basada en 28 reseñas, lo que indica «críticas mixtas o promedio».
Roger Ebert y Richard Roeper estaban divididos en su programa At the Movies; en su columna, Ebert elogió la película por estar «escrita, interpretada y dirigida como una historia, no como un ejercicio de energía cinética sin sentido», mientras que Roeper dijo: «No creo que haya nada malo en una aventura escapista, pero si estás poniendo los ojos en blanco con incredulidad ante la trama y el diálogo, hace que sea difícil disfrutar del paisaje».

### Premios
Jessica Alba obtuvo una nominación a Peor Actriz en la 26.ª edición de los Golden Raspberry Awards por su actuación en la película (así como por su actuación en Los 4 Fantásticos), pero 'perdió' ante Jenny McCarthy por Dirty Love.

## Secuela
Una secuela, Into the Blue 2: The Reef, se lanzó directamente en DVD en 2009. El elenco está formado por Chris Carmack, Laura Vandervoort, Audrina Patridge y Mircea Monroe; ninguno de los miembros del elenco de la primera película regresó.